# سن جیووانی کریسوستومو
سن جووانی کریسوستومو (به ایتالیایی: San Giovanni Grisostomo) نام یک کلیسای کوچک در سستیره یا همسایگی کانّارجو در ونیز است.
این کلیسا در سال ۱۰۸۰ ساخته شد و در ۱۴۷۵ در اثر آتش‌سوزی از میان رفت. در سال ۱۴۹۷ مائورو کودوسی و پسرش، دومنیکو آغاز به بازسازی این ساختمان کردند و در سال ۱۵۲۵ آن را به پایان رساندند. تاریخ برج ناقوس آن به پایان سدهٔ ۱۶ میلادی باز می‌گردد. چیدمان درون این سازه مانند یک صلیب یونانی است.

## منابع

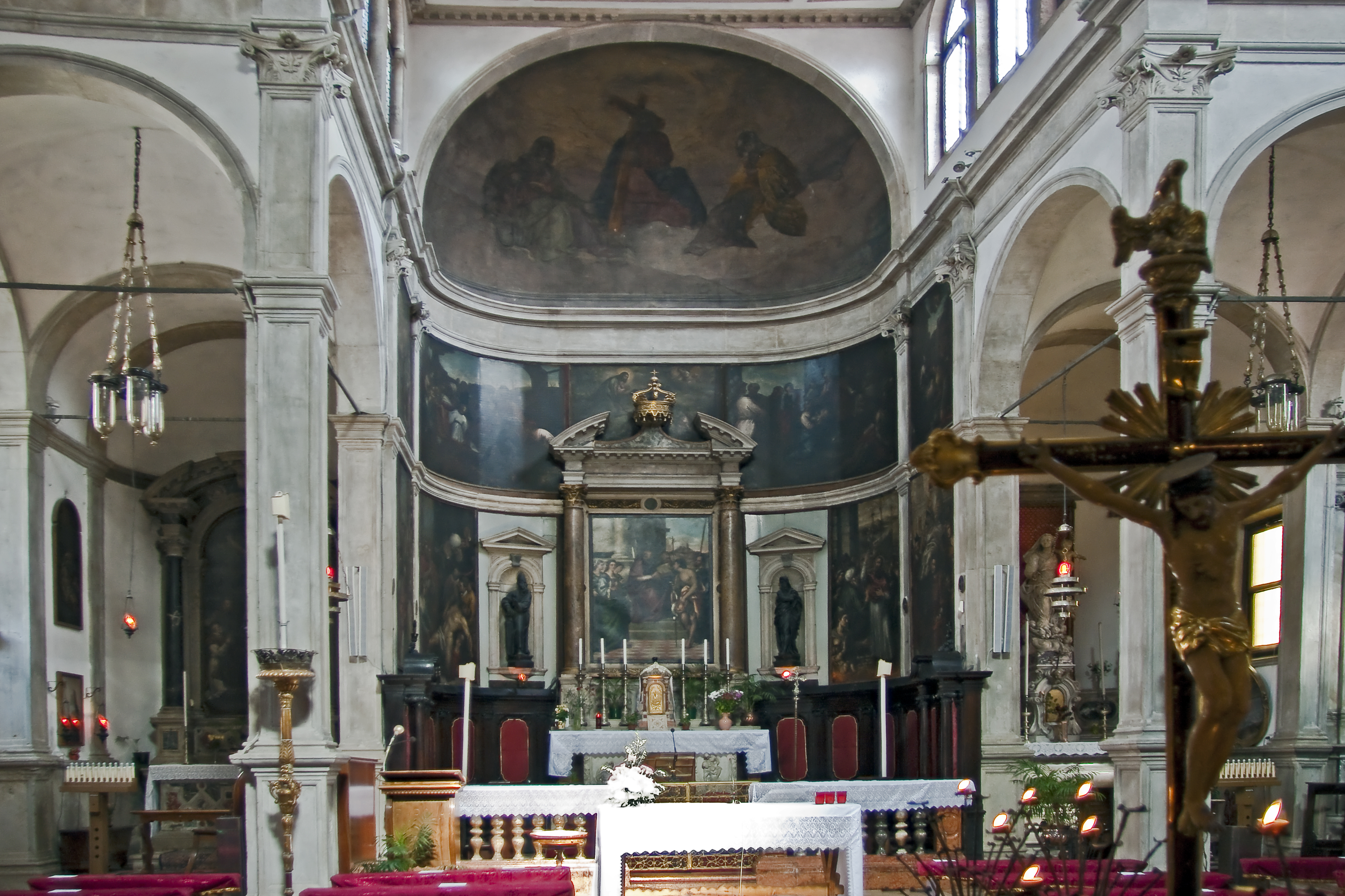
درون کلیسا
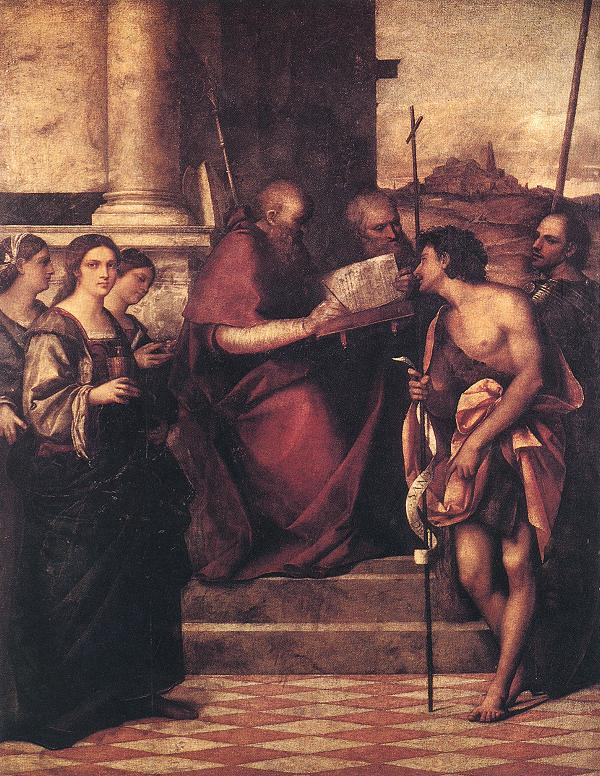
نقاشی‌های مذهبی اثر سباستیانو دل پیومبو
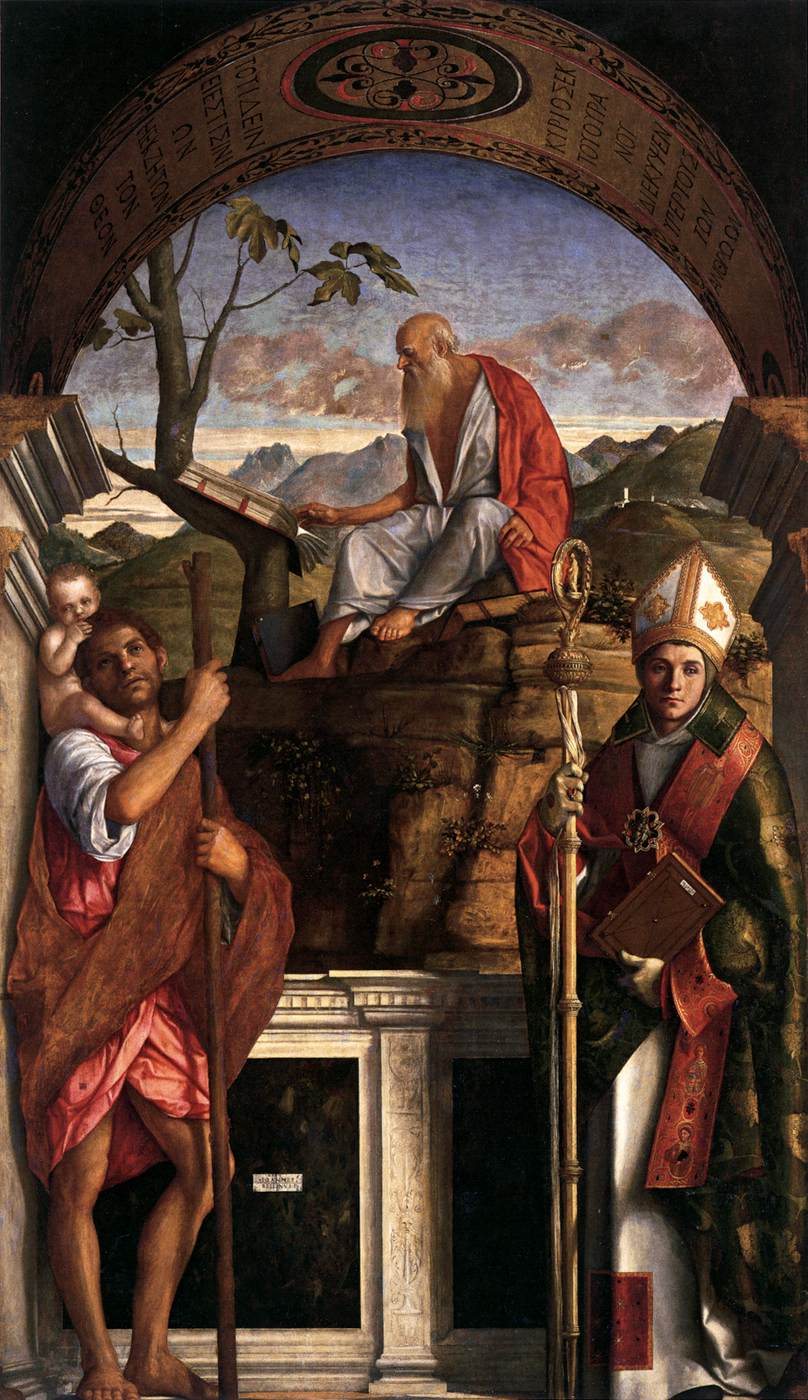